# Konstanty Laszczka

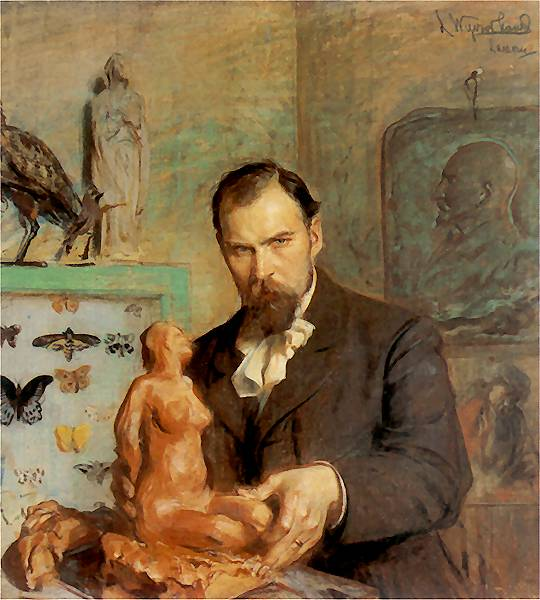
Portret Konstantego Laszczki wykonany przez Leona Wyczółkowskiego (1901–1902)

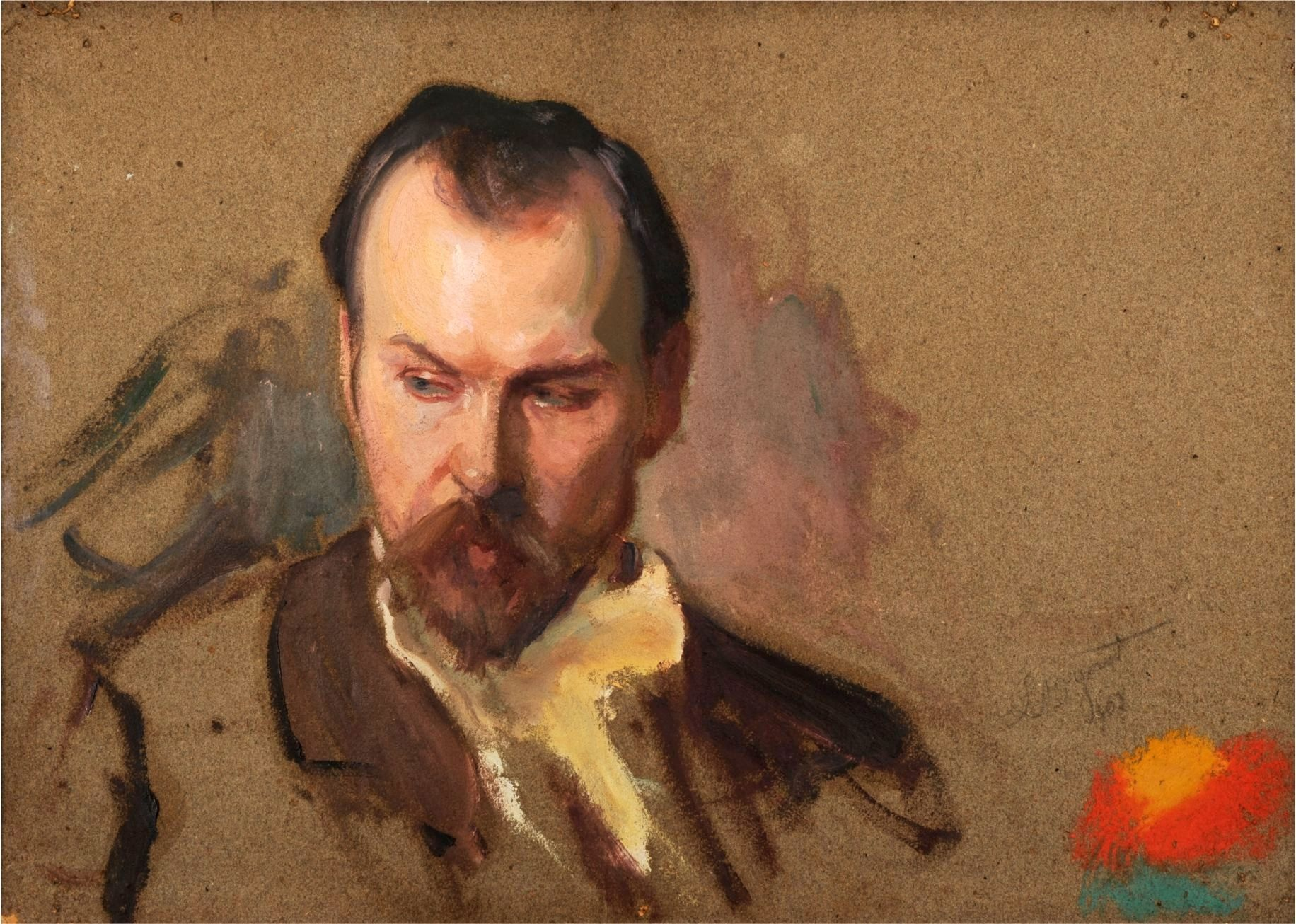
Portret K. Laszczki w wykonaniu Leona Wyczółkowskiego, 1905 Muzeum Okręgowe im. Leona Wyczółkowskiego w Bydgoszczy

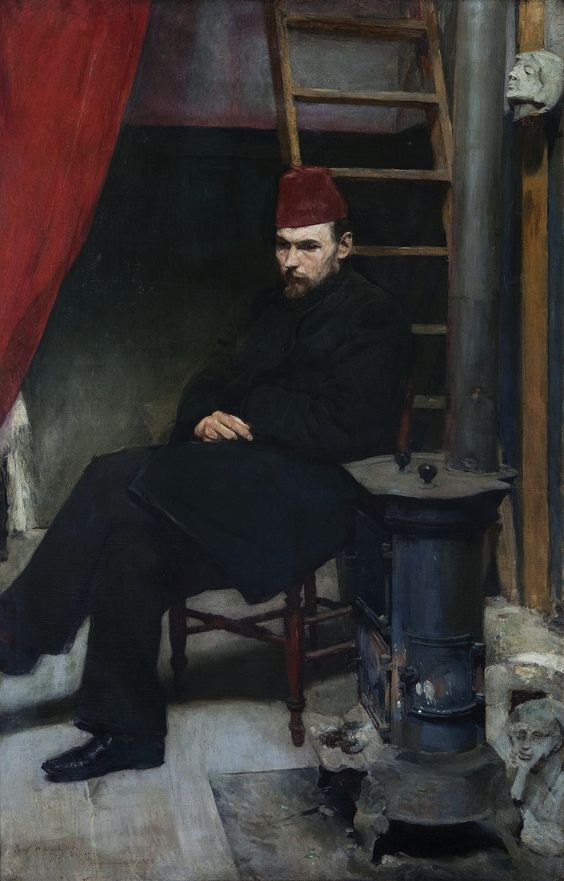
Portret K. Laszczki w wykonaniu Józefa Mehoffera

Konstanty Laszczka (ur. 3 września 1865 w Makówcu Dużym, zm. 23 marca 1956 w Krakowie) – polski rzeźbiarz, malarz, grafik, profesor i rektor ASP w Krakowie.

## Życiorys
Pochodził z wielodzietnej rodziny chłopskiej z Mazowsza. Był synem karczmarza Antoniego Laszczki i Katarzyny z domu Kupiec. Kształcił się w szkole elementarnej w Dobrem. W dziedzinie sztuk plastycznych był samoukiem.
Przypadkowe odkrycie jego talentu przez rodzinę ziemiańską Ostrowskich spowodowało, że w 1885 otrzymał możliwość studiów w Warszawie pod kierunkiem Jana Kryńskiego i Ludwika Pyrowicza. Później otrzymał stypendium Towarzystwa Zachęty Sztuk Pięknych i dzięki niemu udał się w 1891 do Paryża.
We Francji był studentem Akademii Juliana i École des Beaux-Arts. Kształcił się pod kierunkiem Antoine’a Mercié, Alexandre’a Falguiere’a i Jeana-Léona Gérôme’a. Był też zaangażowany w ruch artystyczny polonii francuskiej. Prowadził skromną pracownię.
W 1897 powrócił do Polski i został nauczycielem w Warszawie. Ożenił się z Marianną Strońską. W 1899 na zaproszenie Juliana Fałata osiadł w Krakowie, gdzie w latach 1900–1935 był kierownikiem katedry rzeźby, a od 1905 roku profesorem zwyczajnym Akademii Sztuk Pięknych. W 1911 roku mianowano go rektorem Akademii Sztuk Pięknych w Krakowie. W 1917 przyjął do swojej pracowni pierwszą w historii akademii kobietę studentkę Zofię Baltarowicz-Dzielińską. Członek Komitetu Obywatelskiego Polskiego Skarbu Wojskowego w sierpniu 1914 roku.
Przyjaźnił się ze Stanisławem Wyspiańskim i Leonem Wyczółkowskim. Był jednym z założycieli Towarzystwa Artystów Polskich Sztuka. Jego uczniami byli m.in.: Bolesław Biegas, Xawery Dunikowski, Ludwik Konarzewski, Franciszek Mączyński, Ignacy Zelek, Olga Niewska i Ludwik Puget, Stefan Policiński, Balbina Świtycz-Widacka.
W 1935 w proteście wobec utworzenia obozu w Berezie Kartuskiej zrezygnował ze stanowiska pedagoga na ASP w Krakowie.

## Życie prywatne
Od 1898 żonaty z Marianną Heleną Strońską (1870–1911). Doczekał się czwórki dzieci. Jego najstarszy syn Bogdan Laszczka był architektem i działaczem Polskiego Towarzystwa Tatrzańskiego, drugi – Czesław Laszczka (1900–1985), lekarzem. Córki – Jadwiga Wierzbiańska była harcmistrzynią i przedwojenną Naczelniczką Harcerek ZHP, a Janina Murczyńska (1905–1979), harcmistrzynią ZHP i nauczycielką.
Zmarł w Krakowie. Pochowany jest na cmentarzu Rakowickim (kwatera PAS 36-płd-zach-narożnik).

## Twórczość
W swojej twórczości artystycznej Konstanty Laszczka wzorował się na dziełach Augusta Rodina. Zajmował się przede wszystkim rzeźbą, ale też malował portrety, wykonywał medale, medaliony portretowe oraz plakiety okolicznościowe. W późnym okresie swojej twórczości interesował się ceramiką o tematyce religijnej, folklorystycznej i animalistycznej. Wyrzeźbił popiersie Fryderyka Chopina w Akademii Muzycznej w Krakowie.

## Ordery i odznaczenia
- Krzyż Komandorski z Gwiazdą Orderu Odrodzenia Polski (11 listopada 1936)[4]
- Krzyż Komandorski Orderu Odrodzenia Polski (2 maja 1923)[5][6]
- Złoty Wawrzyn Akademicki (4 listopada 1937)[7][8]
- Medal Dziesięciolecia Odzyskanej Niepodległości

## Miejsca pamięci i pomniki
Konstanty Laszczka został upamiętniony pomnikami w Dobrem i w Makówcu. W Dobrem jest również szkoła podstawowa jego imienia. W październiku 1971 r. zostało otwarte w Dobrem Społeczne Muzeum Konstantego Laszczki.

## Galeria prac

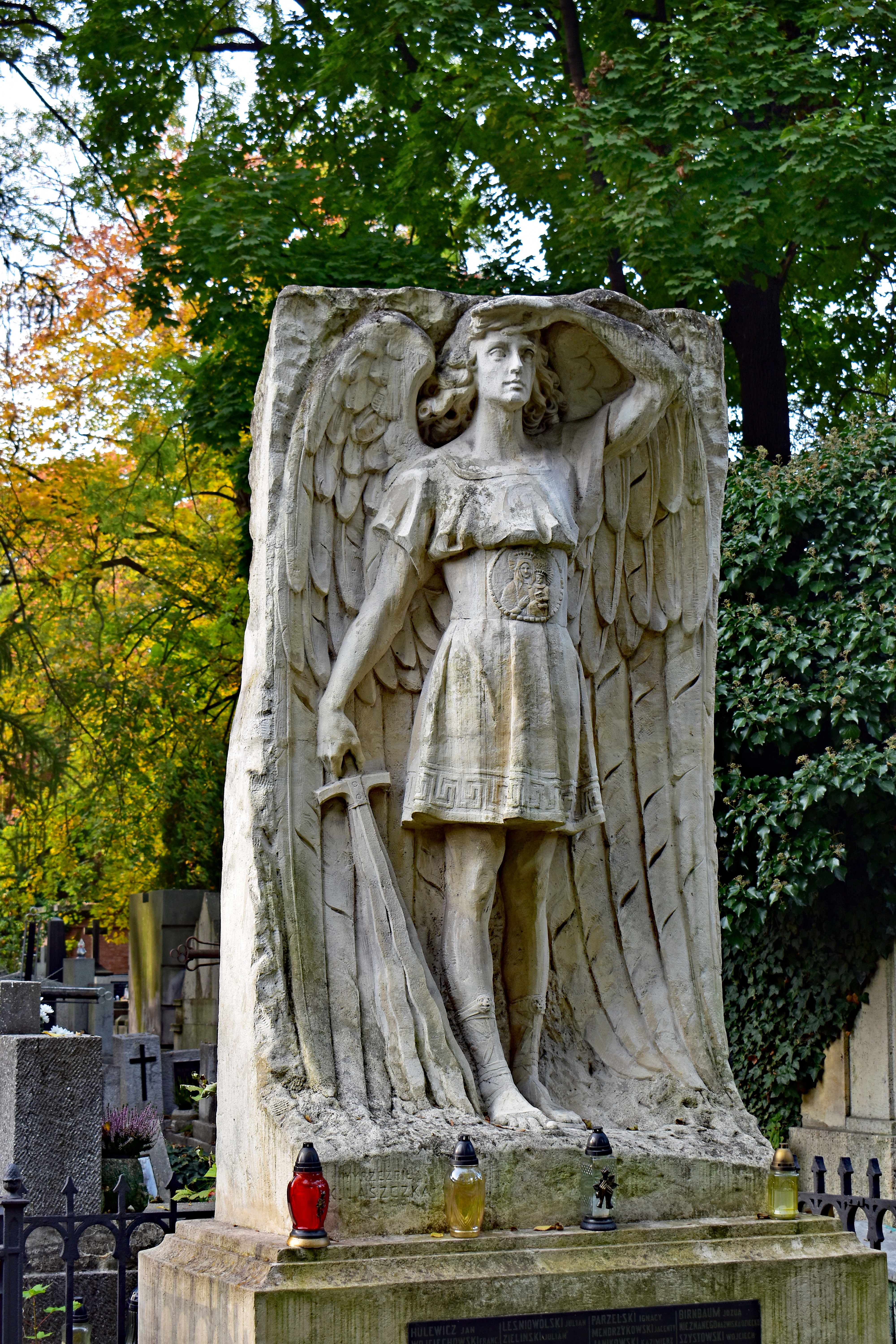
Anioł Zemsty (1910). Cmentarz Rakowicki.
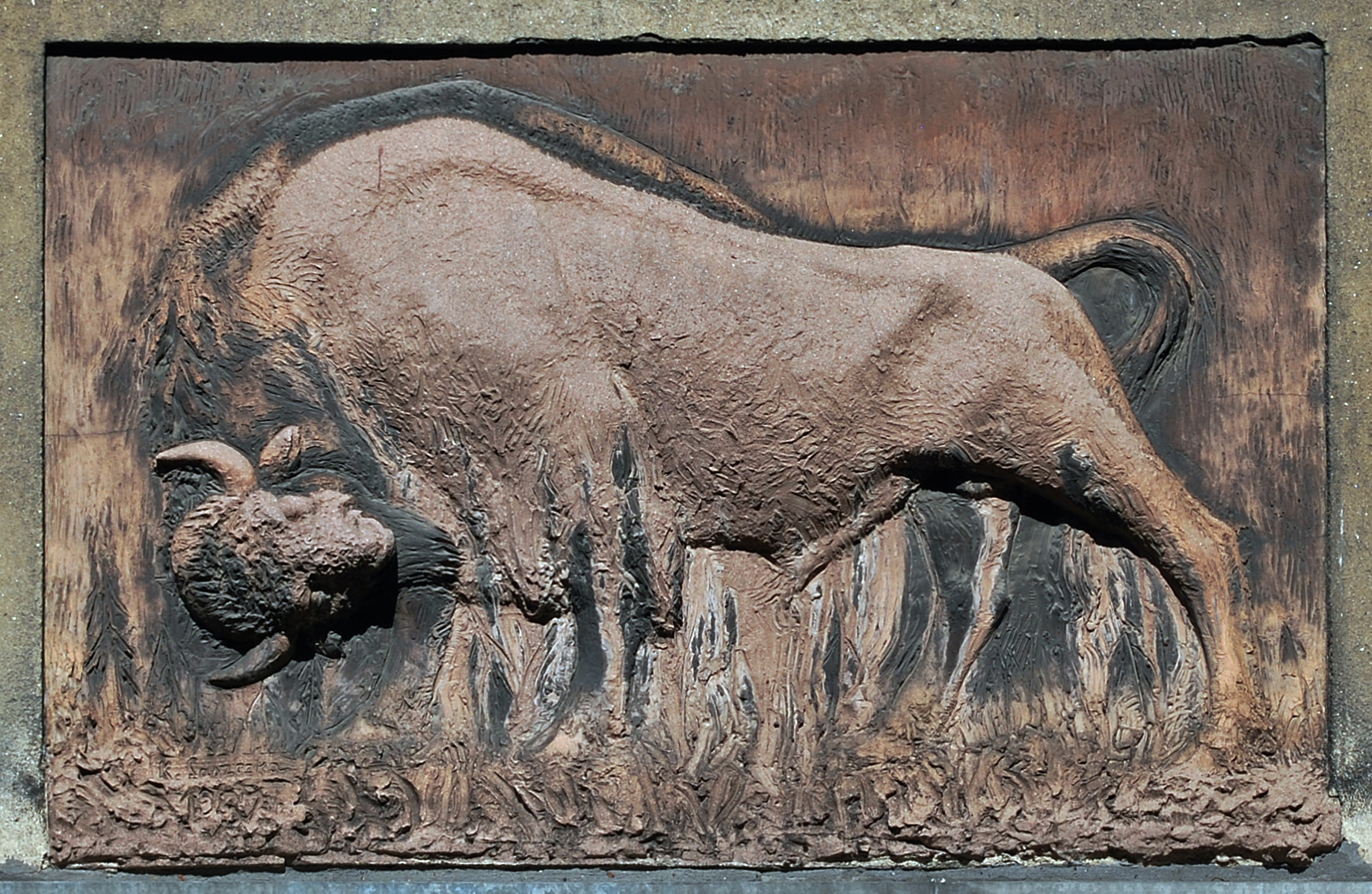
Żubr (1936), godło domu własnego. Kraków ul. Komorowskiego 7.
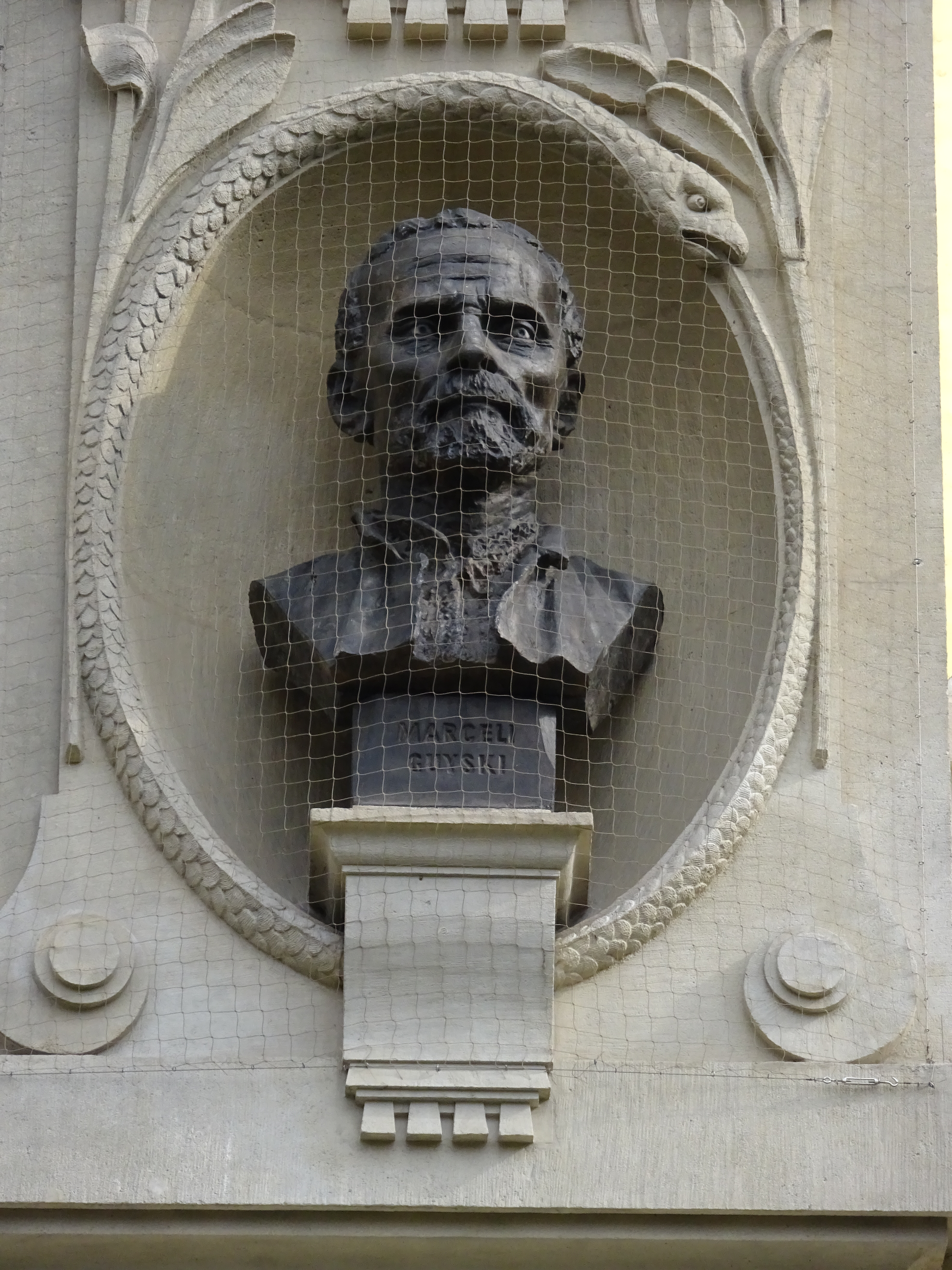
Popiersie Marcelego Guyskiego. Elewacja Pałacu Sztuki, Kraków  pl. Szczepański 4.
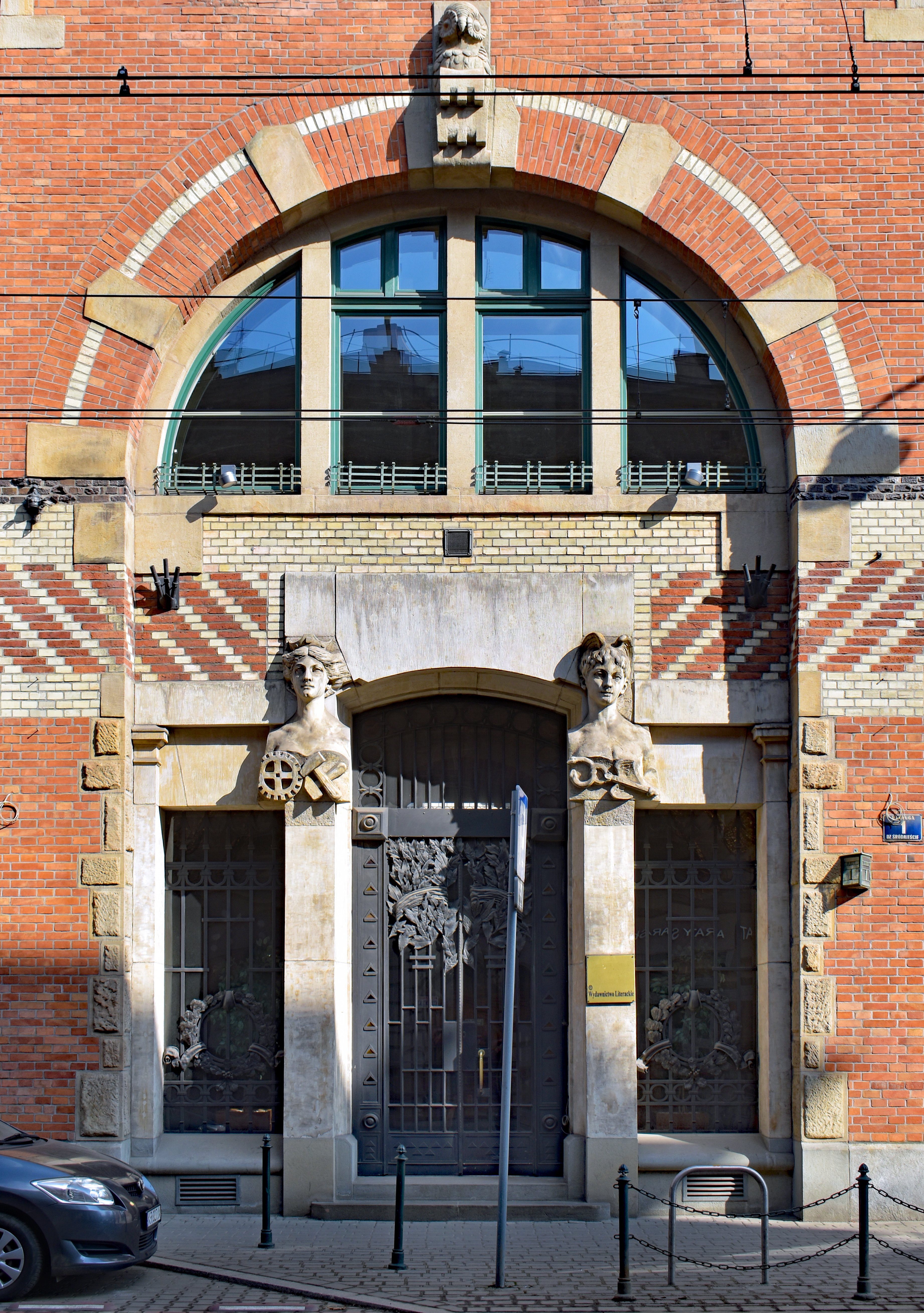
Kraków, Portal Domu „Pod Globusem”, alegorie mądrości, przemysłu i handlu.
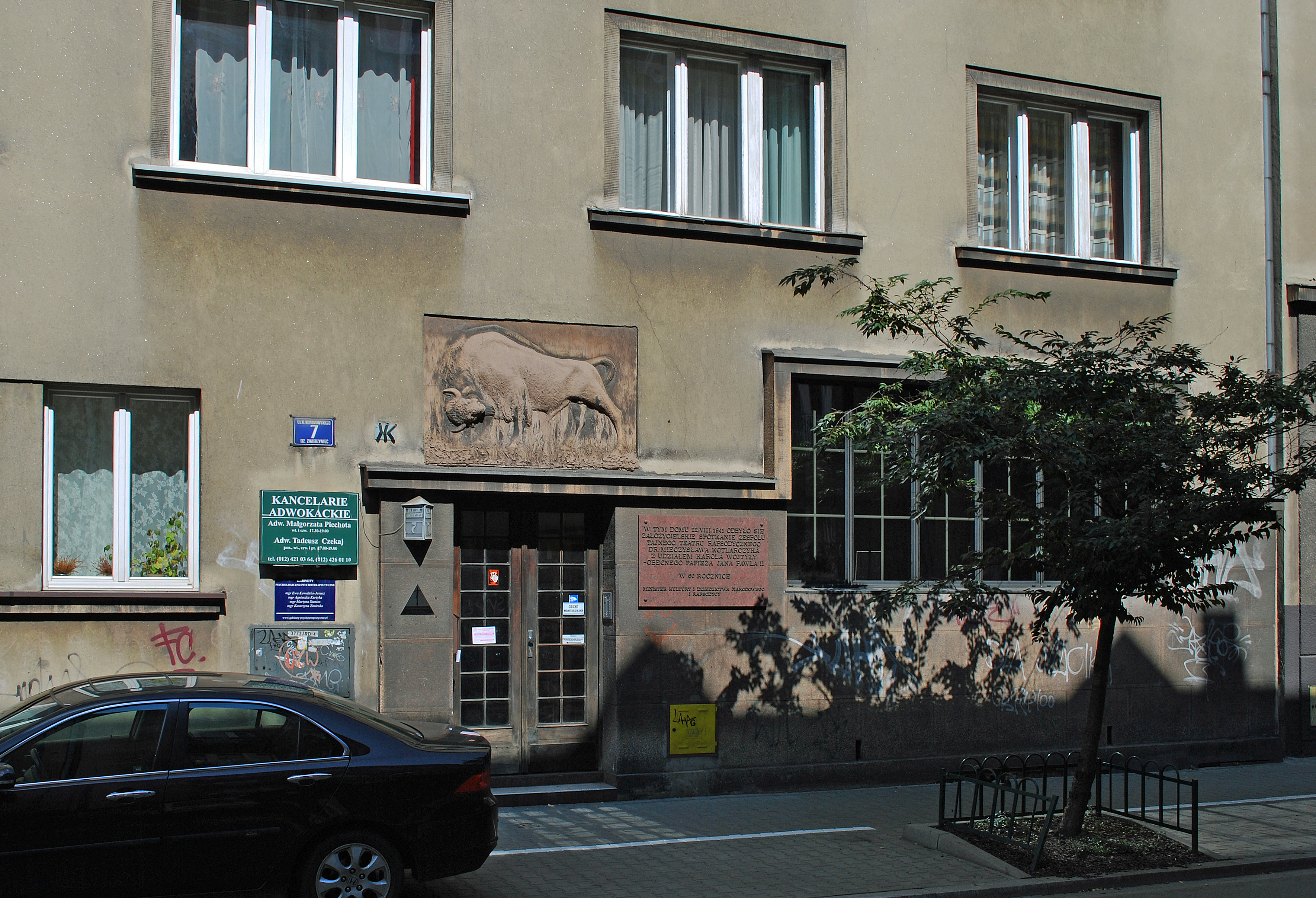
Kamienica Laszczków z reliefem K. Laszczki. Po prawej od wejścia znajdowała się pracownia artysty.
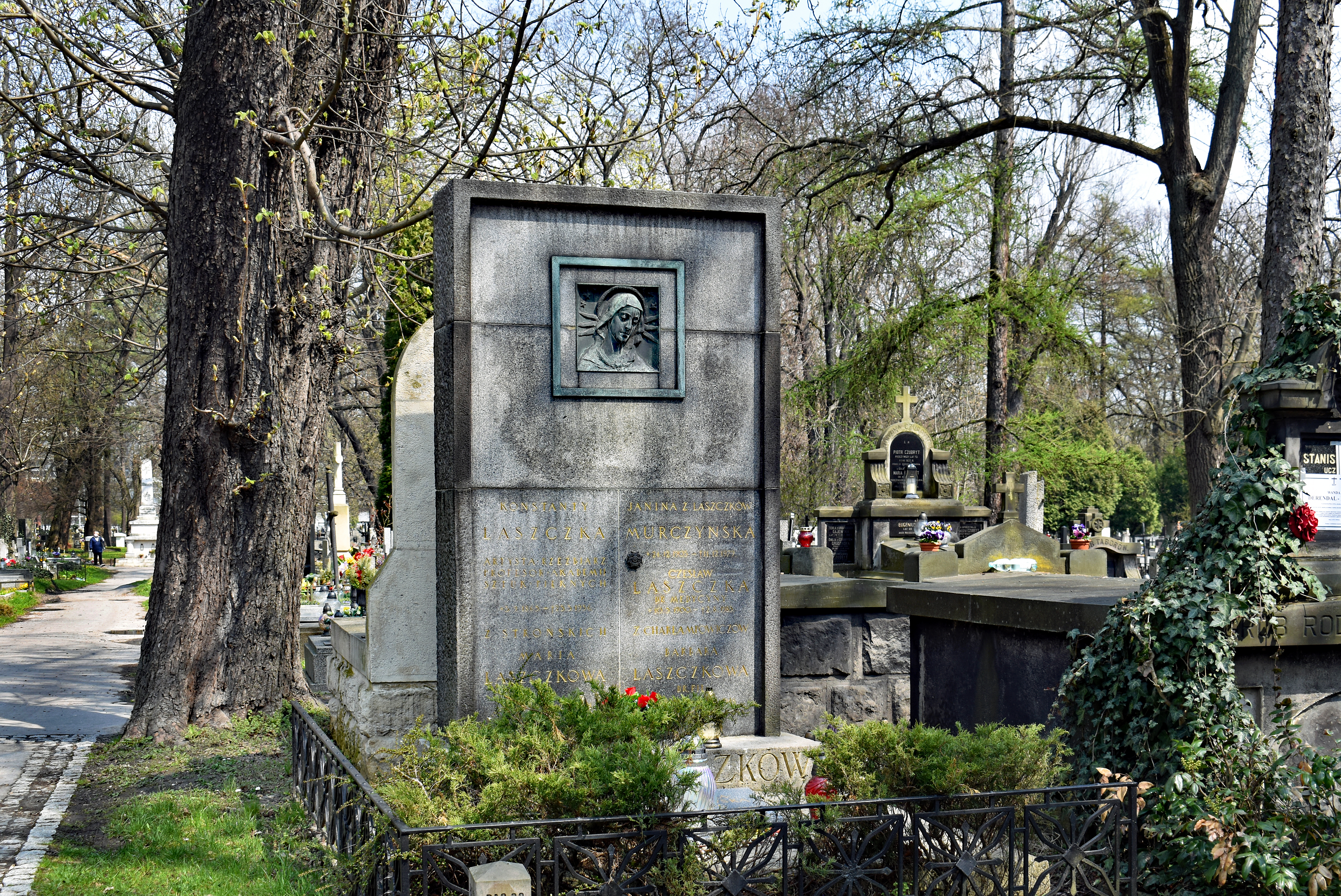
Grób Konstantego Laszczki na cmentarzu Rakowickim
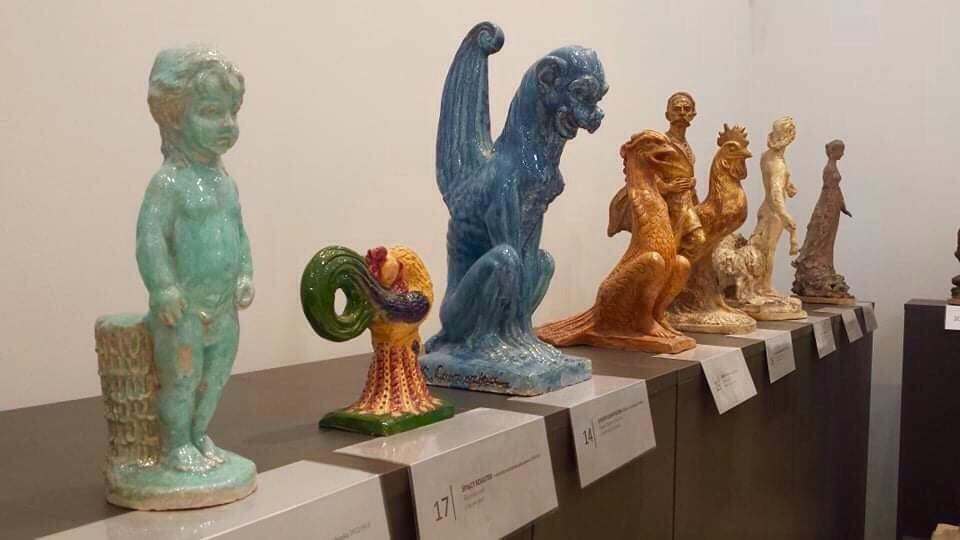
Muzeum Konstantego Laszczki
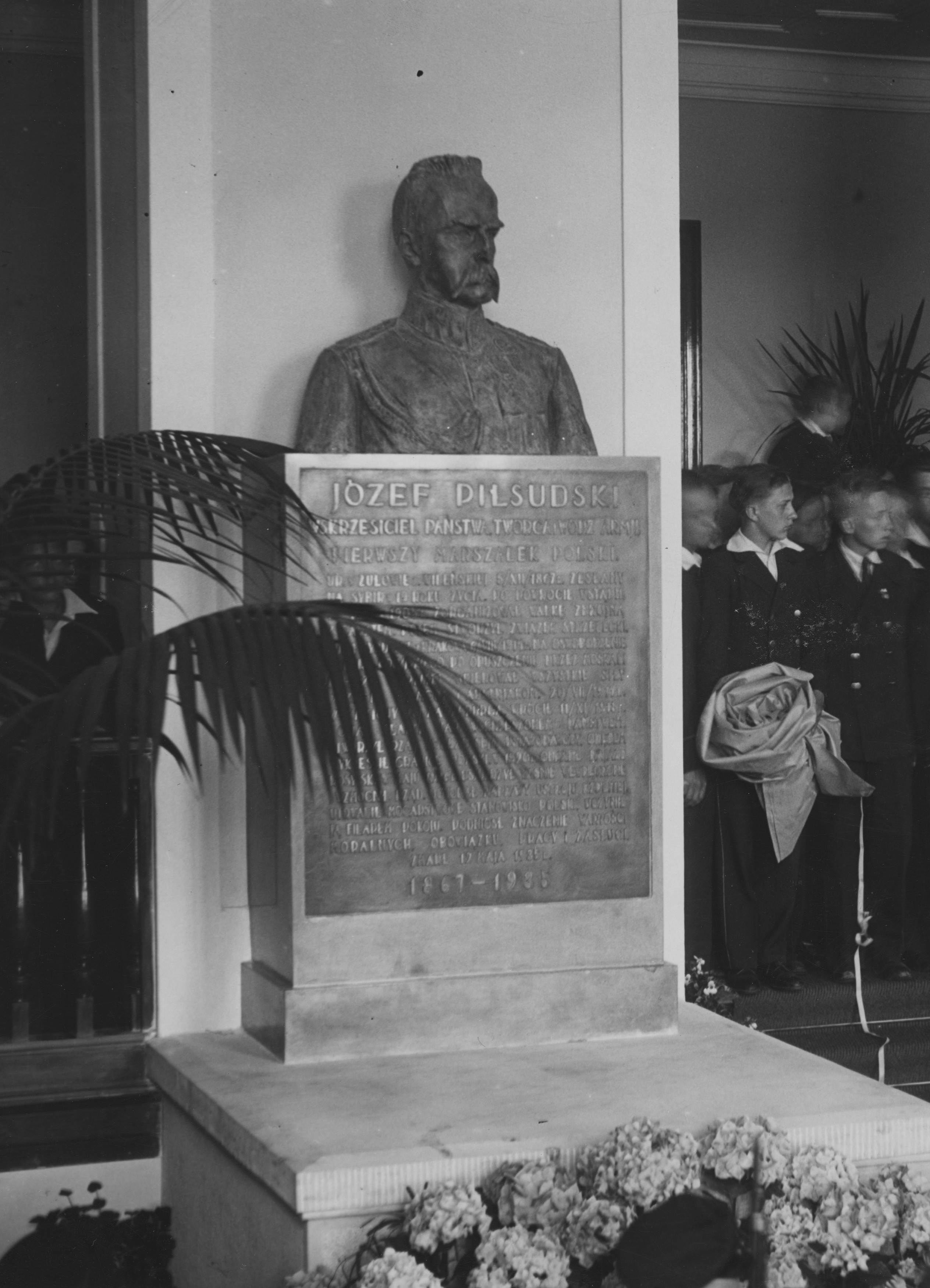
Popiersie Józefa Piłsudskiego (1935), I Gimnazjum im. Sowińskiego w Warszawie